# Hyles tibetanica
Hyles tibetanica är en fjärilsart som beskrevs av Eichler 1970/71. Hyles tibetanica ingår i släktet Hyles och familjen svärmare. Inga underarter finns listade i Catalogue of Life.